# Syntormon samarkandi
Syntormon samarkandi är en tvåvingeart som beskrevs av Negrobov 1975. Syntormon samarkandi ingår i släktet Syntormon och familjen styltflugor. Inga underarter finns listade i Catalogue of Life.